# Sukamantri (Paseh)
Sukamantri is een bestuurslaag in het regentschap Bandung van de provincie West-Java, Indonesië. Sukamantri telt 16.626 inwoners (volkstelling 2010).